# Árbol tecnológico

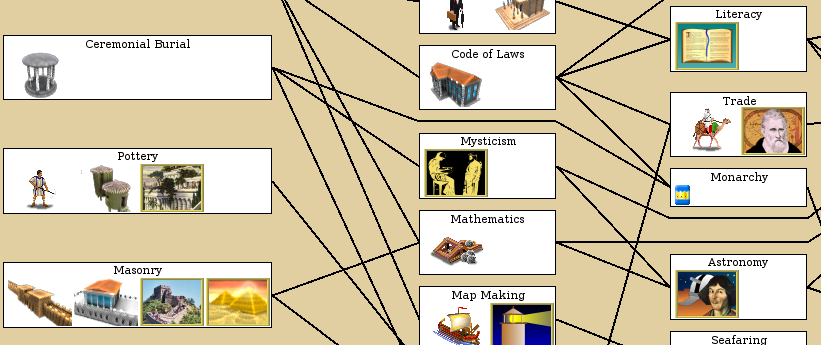
Parte del árbol tecnológico de Freeciv, que muestra dependencias complejas entre tecnologías. Por ejemplo, se puede llegar a la astronomía investigando primero el entierro ceremonial y luego el misticismo, o investigando la albañilería seguido de las matemáticas.

En los juegos de estrategia, un árbol  tecnológico, de tecnología o  de investigación es una representación visual jerárquica de las posibles secuencias de mejoras que un jugador puede desbloquear (generalmente, representa el progreso de la investigación de una facción dada). Gracias a que estos árboles son técnicamente dirigidos y acíclicos, pueden ser descritos con mayor precisión como un gráfico acíclico dirigido por tecnología . El diagrama tiene forma de árbol en el sentido de que se bifurca entre cada 'nivel', lo que permite al jugador elegir una secuencia u otra. Cada nivel se llama nivel y por lo general se usa para describir la fuerza tecnológica de un jugador. Por lo general, al inicio de una sesión de un juego de estrategia, un jugador comenzará en el nivel 1 y solo tendrá algunas opciones de tecnologías para investigar. Cada tecnología que investiga un jugador abrirá una o más opciones nuevas, pero puede o no, dependiendo del juego de computadora, cerrar el camino a otras opciones. El árbol tecnológico es la representación de todos los caminos posibles de investigación que puede tomar un jugador, hasta la culminación de dicha secuencia.
Se dice que un jugador que participa en actividades de investigación está "aumentando la tecnología", "ascendiendo en el árbol tecnológico" o "subiendo en el árbol tecnológico". El análisis de un árbol tecnológico puede llevar a los jugadores a memorizar y usar órdenes de construcción específicas.

## Tipos

### Investigación clásica
El árbol tecnológico clásico es aquel en el que se debe realizar una investigación exhaustiva sobre nuevas tecnologías paralelamente a la progresión de un juego. Algunos juegos de estrategia en tiempo real (RTS), así como la mayoría de los juegos de estrategia por turnos (TBS), emplean este tipo de árbol tecnológico. En estos juegos, los jugadores suelen tener un 'centro de mando', una 'instalación de entrenamiento de unidades' y una 'instalación de investigación' a su disposición desde el principio, lo que les permite comenzar a investigar tecnologías más avanzadas o participar en combates con enemigos usando las unidades básicas ( Warzone 2100, Mega Lo Mania, serie Master of Orion, serie Civilization, serie Space Empires ).

### Asignación
En algunos juegos, el requisito de una instalación de investigación real está ausente. En este caso, los jugadores pueden asignar puntos de investigación o recursos del juego para comprar nuevas tecnologías. En algunos juegos, la asignación produce resultados directos, lo que significa que la adquisición de la nueva tecnología no se combina con el tiempo asignado para que se complete la investigación de dicha tecnología.

### Basado en edificios
En la mayoría de los juegos de estrategia en tiempo real, el árbol tecnológico consta de edificios que deben construirse en una secuencia específica, lo que a su vez desbloquea nuevas tecnologías. Estas tecnologías recién desbloqueadas pueden ser unidades más avanzadas, actualizaciones para investigación o edificios más avanzados. (Serie StarCraft, Command & Conquer . )

### Requisitos previos para los avances tecnológicos
En la mayoría de los tipos de juegos de estrategia, el jugador necesita edificios particulares para investigar tecnologías específicas o construir unidades avanzadas específicas ( StarCraft, Total Annihilation ), mientras que en otros juegos, las actualizaciones/tecnologías se desbloquean a través de la investigación de su tecnología principal ( Warzone 2100 ). . En muchos juegos de TBS, el requisito previo es una o más tecnologías de nivel inferior, sin dependencia de edificios específicos (serie Master of Orion, serie Civilization, serie Space Empires ). Sin embargo, la mayoría de los juegos de estrategia usan ambos sistemas. ambos requieren edificios dedicados y, en casos avanzados, tecnología previa requerida, que a veces culmina en un juego que termina con una superarma de algún tipo.

### Complejidad

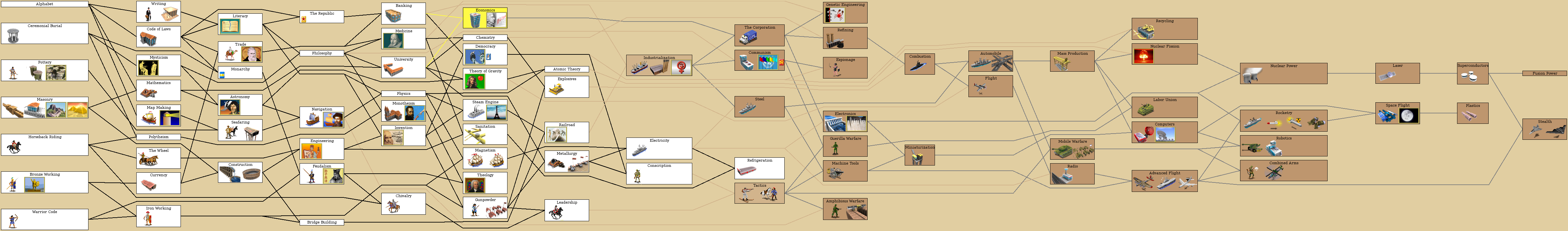
86 tecnologías en un árbol tecnológico en Freeciv

Las estructuras de los árboles tecnológicos varían bastante. En los casos más sencillos (p. ej. Master of Orion ) hay varias áreas de investigación completamente separadas y uno podría investigar hasta el nivel más alto en un área sin investigar otras áreas (aunque esto a menudo estaría lejos de ser ideal). En casos más complejos[cita requerida] (p. ej. Civilization ) cada tecnología por encima del nivel inicial tiene más de un requisito previo y uno tiene que investigar la mayoría de las tecnologías de nivel inferior para investigar cualquiera de las tecnologías de nivel superior. Y hay muchas posibilidades entre estas dos variantes, por ejemplo, en Space Empires, investigar hasta un nivel específico en un campo puede permitirle al jugador investigar hasta un nivel más alto en ese campo y comenzar a investigar en un nuevo campo que antes no estaba disponible. .
Los principales juegos 4X como Civilization y Master of Orion tienen arboles genealogicos mucho más grandes que la mayoría de los otros juegos de estrategia; por ejemplo extremo, Space Empires III tiene más de 200 tecnologías.

### Disponibilidad de tecnologías

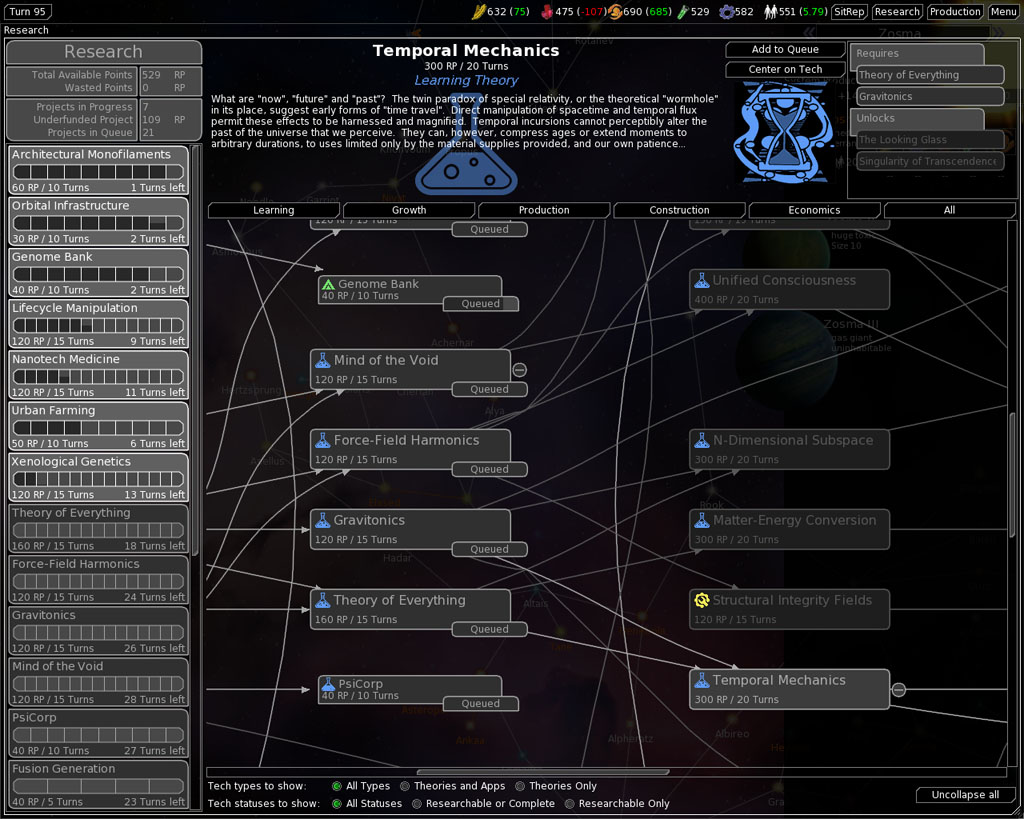
Pantalla de investigación de FreeOrion, una reimplementación de Master of Orion

Algunos RTS ponen diferentes tecnologías a disposición de diferentes razas o culturas (especialmente StarCraft ; pero muchos RTS tienen unidades o edificios especiales para diferentes culturas, p. Paquete de expansión Age of Empires y versiones posteriores, Red Alert 2 ). La mayoría de los TBS hacen que todas las tecnologías estén disponibles para todas las culturas (por ejemplo, Civilización ). Master of Orion (versión original) es un caso especial complejo a este respecto: el árbol completo es el mismo para todos; pero en cada juego, cada jugador obtiene un subconjunto del árbol tecnológico completo que depende de la raza seleccionada.

### Equilibrio entre tecnologías civiles y militares
En muchos juegos de estrategia en tiempo real, los avances tecnológicos son casi exclusivamente militares (por ejemplo, StarCraft ). Pero en la mayoría de los juegos de TBS y algunos RTS, los costos de investigación y producción de los mejores técnicos militares son tan altos que primero debe desarrollar su economía y su productividad de investigación (RTS: Age of Empires y Empire Earth, donde uno de los más importantes). los costos significativos están subiendo una época; TBS - la serie Civilization y la serie Master of Orion ).

### Qué sucede después de investigar todo
Hay  mchos juegos donde no encontramos nada util y el jugador puede descartar centros de investigación para ahorrar costos de mantenimiento o dedicar los recursos a otra cosa (serie Space Empires ).
En entregas posteriores de la serie Civilization, la última tecnología (llamada "tecnología del futuro") representa una fusión de todos los descubrimientos futuros posibles y se puede investigar repetidamente. En Civilization V, aumenta la puntuación de un jugador, mientras que en Civilization IV aumenta la salud y la felicidad en el imperio. Tenga en cuenta que para alcanzar la última tecnología en Civilization V, también se deben haber descubierto todas las tecnologías de naves espaciales necesarias para ganar, por lo que es probable que el juego esté llegando a su fin.
En la serie de Civilizaciones Galácticas, la tecnología final resuelve la naturaleza de la existencia y es la victoria.
En la serie Master of Orion, la investigación más avanzada reduce el tamaño y el costo de los componentes de la nave espacial, y la investigación "superavanzada" en áreas que tienen aplicaciones militares, por lo tanto, permite a los jugadores construir más armas de alta tecnología en un tamaño de nave determinado y con menor producción. costo.
En Rise of Nations, las últimas cuatro tecnologías dan como resultado una ventaja tal que el juego probablemente terminará rápidamente. Además, el recurso de "conocimiento" necesario para la investigación también se usa al final del juego para producir misiles de crucero y armas nucleares.

## Historia
Por lo general, al juego de mesa Civilization de Francis Tresham (1980) se le atribuye el mérito de introducir un árbol tecnológico. Sid Meier's Civilization (1991) se considera un icónico juego de estrategia por turnos para computadora para usarlos. Desde Civilization, los árboles de tecnología se han utilizado en varios juegos digitales. Asimismo, la primera creación de un árbol tecnológico como mecanismo hace referencia a la Civilización .
El arcade de disparos Gradius usó un sistema de encendido funcionalmente idéntico a un árbol tecnológico en 1985[cita requerida] .
Los árboles tecnológicos aparecieron por primera vez en los juegos de estrategia por turnos a principios de la década de 1990.[cita requerida] . El videojuego de 1991 Mega Lo Mania tenía un árbol tecnológico con un sistema de niveles/épocas de investigación que permitía el despliegue de mejores unidades y defensas y se considera el primer juego en combinar un árbol tecnológico en un juego de estrategia en tiempo real .

### Citas
1. ↑  Rollings, Andrew; Ernest Adams (2006). Fundamentals of Game Design. Prentice Hall. Archivado desde el original el 31 de diciembre de 2017. Consultado el 5 de agosto de 2014.
2. 1 2  See the relevant games' manuals.
3. ↑  Master of Orion (1993), the Galactic Civilizations series and Sword of the Stars have no research buildings; players simply allocate some of each colony's output to research (see game manuals). In the Civilization series (1991 onwards) and Master of Orion II (1996) one can do research without buildings, but it's much faster when supported by the right buildings (see game manuals). In the Space Empires series (1993 onwards) and in Ascendancy (1995) research can only be done via buildings, but these can research any technology (see game manuals).
4. ↑  «RTS Basics: R & D». and the StarCraft manual. Although multi-epoch games like the Age of Empires and Empire Earth series have a larger number of research options and a significant proportion of civilian research options, the research options all depend on having the right buildings. See the relevant games' manuals.
5. ↑  «Joystiq interview: Ironclad talks 4X strategy with Sins of a Solar Empire». 1 de febrero de 2008. Consultado el 14 de junio de 2008.
6. ↑  In Warcraft III one can reach the highest level of one branch of the technology tree in five steps; Master of Orion (original version) has 10 levels per subject, and 2 to 5 technologies per level; the Civilization IV technology tree requires nearly 60 steps to reach the end (see game manuals).
7. ↑  Heinimäki, 2015, p. 21.
8. ↑  Ghys, Tuur. «Technology Trees: Freedom and Determinism in Historical Strategy Games». gamestudies.org. Consultado el 13 de noviembre de 2017.